# Korejský průliv

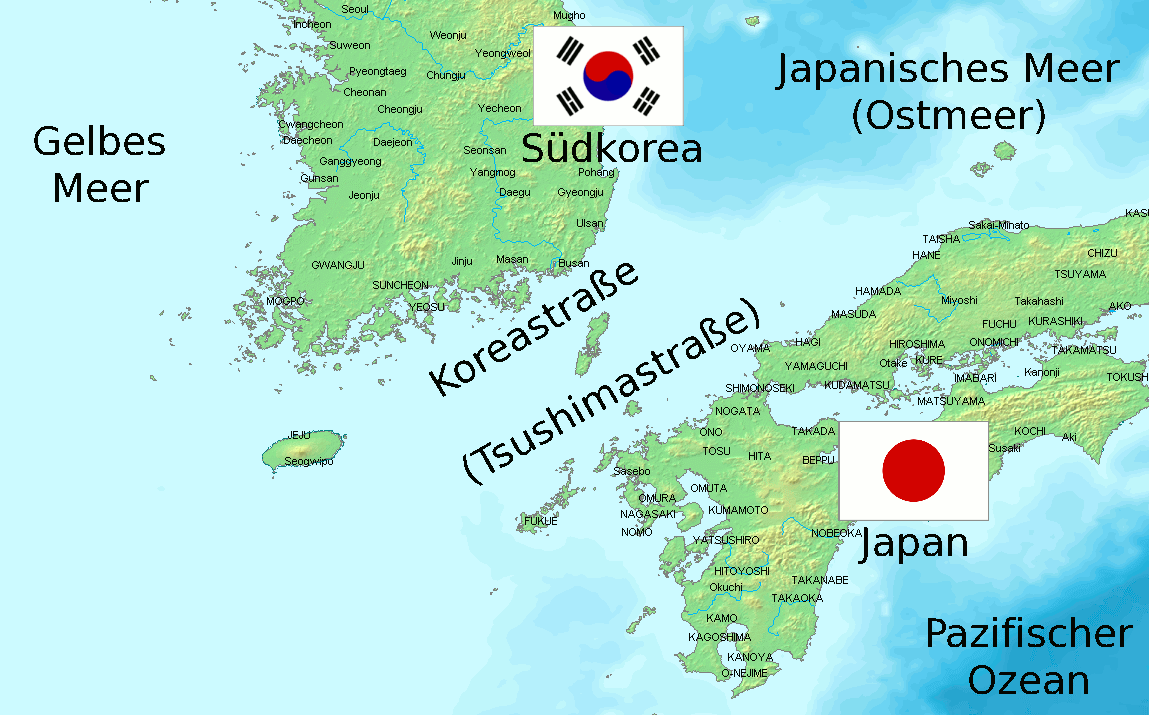
Cušimský průliv odděluje Japonsko od Korejského poloostrova

Korejský průliv (japonsky 対馬海峡 – Cušima Kaikjó, korejsky 대한해협 – Tähan hähjŏp) je průliv spojující Japonské moře s Východočínským mořem. Na severovýchodě je ohraničen Korejským poloostrovem, na jihovýchodě japonskými ostrovy Kjúšú a Honšú. Délka celého průlivu je 200 kilometrů a běžná hloubka je 90 metrů. Nejvýznamnějším ostrovem v průlivu je Cušima, která leží zhruba uprostřed a rozděluje průliv na dvě části, z nichž ta větší a východní se nazývá Cušimský průliv. Dalším větším ostrovem je Iki.
Cušimským průlivem teče Cušimský proud, který vzniká jako větev teplého proudu Kurošio a posléze obtéká Sachalin a vtéká do Ochotského moře.